# 小行星8898
小行星8898（英語：8898 Linnaea）是一颗围绕太阳公转的小行星。1995年9月29日，G. P. Emerson在戈尔登发现了此天体。
这颗小行星的绝对星等为132.1580663545407等。